# Slivnica (vzpetina)
Slivnica je greben, ki se nahaja na vzhodni strani Cerkniškega jezera nad naseljem Cerknica. Greben se dviga od Gradišča (858 m) do najvišjega vrha Velike Slivnice (1114 m). 
Južna in jugozahodna pobočja so nerazčlenjena in delno porasla z listnatim in iglastim gozdom. Severna pobočja se strmo spuščajo proti dolini Cerkniščice. Travniki in pašniki se zaradi postopnega pogozdovanja in zaraščanja hitro krčijo. Z vrha hriba, ki ga sestavljata jurski dolomit in deloma zakraseli apnenec, je lep razgled na Cerkniško jezero, Notranjsko podolje in okoliške planote. Ob vznožju Slivnice je več kraških izvirov. 
Tik pod vrhom je oskrbovan planinski dom, ki je dostopen po označenih poteh, pa tudi po cesti. Slivnica je privlačna točka za zmajarje in jadralne padalce. Junija cveti na Slivnici kranjska lilija (Lilium carniolicum).
Na severnem pobočju Slivnice, v dolini Cerkniščice, so kopali kremen in ga vozili v glažuto na Javornike.

## Povedke o slivniških čarovnicah
Pod vrhom Slivnice je Coprniška jama, ki jo je opisal že Valvasor. Iz jame se pozimi dviga topel in vlažen zrak. Vlaga se kondenzira v meglo, kar je pripomoglo k nastanku povedk o coprniškem domovanju na Slivnici. V mnogih povedkah se Slivnica omenja kot shajališče coprnic, ki so jih obtoževali, da delajo nevihte, točo, jemljejo mleko kravam, z uroki povzročajo bolezni in škodo, se spreminjajo v živali, letajo na metlah, imajo zveze s hudičem... V knjigi Jožefa Žirovnika Cerkniško jezero iz leta 1898, piše o Slivnici in coprništvu tudi tole:
»O Slivnici vedo ondotni prebivalci marsikaj čudovitega povedati. Dasi je po zunanji podobi prijazna, vendar je baje polna zlobe in hudobije. Ob času bližnje nevihte se zavije vsa v gosto meglo. Kmalu začno iz globoke jame, ki je na najvišjem vrhu, prihajati - po starem ljudskem mnenju - toča, nevihta in strele. Še pred 220 leti so hodili duhovniki iz Cerknice blagoslavljat omenjeno jamo, da bi zarotili hudo uro. Velika procesija se je pomikala tja vsako leto na binkoštni ponedeljek. Ko je duhovnik odmolil, pokadil in pokropil jamo z blagoslovljeno vodo, postavili so ljudje poleg nje mlaj s križem na vrhu. Nekateri so celo metali darove notri, da bi menda utolažili zle moči. Nekdaj so hoteli to jamo zadelati z veliko skalo in zapreti pot toči in nevihti, da bi ne mogla ven. V ta namen so premeknili skalnato ploščo in jo valili proti jami, kar jim uide in drvi skokoma v dolino, kjer podere skoraj cerkvenikovo hišo v Martinjaku. 
Vzrok vsem tem nesrečam so bile baje čarovnice, ki so prebivale v tej jami. Vera v čarovnice je bila v prejšnjih stoletjih zelo razširjena, posebno okoli jezera so jih slutili vse polno, bivajočih po luknjah in jamah. Ko se je pripravljalo k nevihti, zazvonil je v cerkniškem zvoniku mali zvon, s katerim so odganjali čarovnice in točo.«